# Crossobamon eversmanni
Crossobamon eversmanni – gatunek jaszczurki z rodziny gekonowatych (Gekkonidae). Jedyny przedstawiciel rodzaju Crossobamon.

## Zasięg występowania
Crossobamon eversmanni występuje w Afganistanie, Iranie, Kazachstanie, Pakistanie, Tadżykistanie, Turkmenistanie i Uzbekistanie, według niektórych autorów także w Kirgistanie. Jest spotykany w przedziale wysokości 550–1463 m n.p.m.

## Systematyka
Gatunek ten opisał w 1834 roku niemiecki zoolog Arend Friedrich August Wiegmann, nadając mu nazwę Gymnodactylus eversmanni. W 1887 roku Alexander Strauch wprowadził dla niego rodzaj Ptenodactylus, ale nazwa ta okazała się już zajęta przez inny rodzaj jaszczurek opisany w 1845 roku przez Johna Edwarda Graya. W tej sytuacji w 1888 roku Oskar Boettger przemianował ten rodzaj na Crossobamon. Crossobamon eversmanni jest jedynym przedstawicielem tego rodzaju. Dawniej zaliczano do niego także drugi gatunek, Crossobamon orientalis, ale w 2024 roku Pola i inni na podstawie badań filogenetycznych przenieśli go do rodzaju Bunopus.

### Etymologia
- Ptenodactylus: gr. πτην ptēn, πτηνος ptēnos „skrzydlaty”, od πετομαι petomai „latać”; δακτυλος daktulos „palec”[3].
- Crossobamon: gr. κροσσοι krossoi „frędzle”; βαινω bainō „chodzić, kroczyć, iść”[9].

### Podgatunki
Wyróżnia się dwa podgatunki:
- C. eversmanni eversmanni (Wiegmann, 1834)
- C. eversmanni lumsdenii (Boulenger, 1887)

Podgatunek lumsdenii, występujący w Pakistanie, bywał przez niektórych autorów uznawany za odrębny gatunek. Takson Stenodactylus maynardi, opisany przez Smitha w 1933 roku, a niekiedy traktowany jako kolejny podgatunek C. eversmanni, jest obecnie synonimizowany z C. eversmanni lumsdenii.

## Ekologia i zachowanie
Jest to gatunek piaskolubny, prowadzący nocny tryb życia. Zazwyczaj żyje w norach. Jest jajorodny, samica 2–3 razy w roku składa po 1–2 jaja.